# Dorothée Gilbert
Dorothée Gilbert (Tolosa, 25 settembre 1983) è una ballerina francese.

## Biografia
Ha iniziato a studiare danza a sette anni al conservatorio della natia Tolosa, per poi perfezionarsi alla scuola di danza dell'Opéra di Parigi dal 1995 al 2000. Dopo il diploma si è unita al corps de ballet del balletto dell'Opéra di Parigi, di cui ha scalato rapidamente i ranghi: nel 2002 è stata promossa a coryphée, nel 2004 a solista, nel 2005 a ballerina principale e nel 2007 a danseuse étoile dopo aver danzato il ruolo di Clara ne Lo schiaccianoci di Rudol'f Nureev.
All'interno della compagnia ha danzato un vasto repertorio dei maggiori ruoli femminili, tra cui Lise ne La fille mal gardée di Frederick Ashton, Giselle nella Giselle di Coralli e Perrot, Tatiana nell'Onegin di John Cranko, Manon ne La Dame aux Camélias di John Neumeier, Aurora ne La bella addormentata di Marius Petipa e diverse parti coreografate da Nureev: Gamzatti ne La Bayadère, Odette e Odile ne Il lago dei cigni, Kitri in Don Chisciotte e l'eponima protagonista di Henriette. Nel 2006 è stata insignita del Premio Léonide Massine a Positano.